# Laurent Craste
Pour les articles homonymes, voir Craste.
Laurent Craste est un artiste visuel d'origine française qui est établi à Montréal (Québec) depuis le début des années 1990. Son médium de prédilection est la céramique, mais sa pratique inclut également des vidéos, de la photo, des dessins et des installations.

## Biographie
Laurent Craste naît à Orléans, en France. Enfant, il visite souvent une partie de sa famille à Versailles et a l'occasion de côtoyer l'art présent dans les jardins du château. 
Il arrive au Québec en 1991 pour poursuivre ses études vétérinaires à l'Université de Montréal. Quelques années plus tard, il se réoriente. Entre 1996 et 1997, il réalise un diplôme d'études professionnelles en céramique au Centre de Céramique Bonsecours à Montréal. Il enseigne par la suite dans cette institution. Entre 2005 et 2007, il réalise une maîtrise en arts visuels et médiatiques à l’Université du Québec à Montréal. Son mémoire porte sur « Le minage de l'objet décoratif et la contamination de la collection comme tactiques de révélation de tensions identitaires et politiques dans une pratique de l'intervention vidéo » .
Depuis le milieu des années 1990, Laurent Craste participe à de nombreuses expositions collectives et individuelles au Canada, aux États-Unis, en Europe et en Asie,.

## Démarche artistique
Laurent Craste s'intéresse à la sociologie des objets qui sont « porteurs de signe » quant au milieu socio-économique auquel ils sont associés. Il s’appuie sur l'histoire de la céramique et les représentations qu'elle comporte pour reprendre des archétypes historiques et les détourner à sa façon. Bien que ses références visuelles et culturelles soient très européennes, l'artiste estime que ses transgressions sur les objets sont rendues possibles grâce à l'esprit nord-américain et au recul qu'il a par rapport à l'objet européen en étant au Québec. Il s'inspire entre autres des pièces produites par la Manufacture royale de Sèvres. Dans la série Détournement, Craste reproduit  des vases aux formes classiques et aux décors peints selon les techniques traditionnelles, mais l'imagerie représentée évoque la mort, la guillotine, l'émeute, l'accident de voiture, etc. Dans la série Sévices, il joue plutôt avec la forme pour évoquer la destruction idéologique des objets et l'iconoclasme. Ses porcelaines vont donc être clouées au mur, mordues, piétinées, graphitées, «détruites» à l'aide d'outil, etc. L'artiste est fasciné par les objets détruits parce qu’ils incarnent une idéologie ou une classe sociale spécifique.

## Distinctions
- 2002 : Winifred Shantz Award for Ceramics décerné par The Canadian Clay and Glass Gallery[8].
- 2016 : Prix Jean-Marie Gauvreau décerné par le Conseil des métiers d'art du Québec (CMAQ)[9].

## Collections publiques et privées
- Art Gallery of Burlington
- Collection Affaires mondiales Canada
- Collection du Cirque du Soleil
- Collection Claridge
- Collection Loto-Québec
- Collection Majudia
- Collection Tourisme Montréal
- Collection de la Ville de Montréal
- Musée des Beaux-Arts de Montréal
- Musée Bertrand
- Musée des métiers d'art du Québec
- Musée national des beaux-arts du Québec[10]
- Tom Thomson Art Gallery